# Землеройковые
Землеро́йковые (лат. Soricidae) — семейство млекопитающих из отряда насекомоядных.

## Внешний вид
Это мелкие зверьки, внешне похожи на мышей, но с мордочкой, вытянутой в виде хоботка. К землеройкам относятся самые маленькие представители класса млекопитающих — карликовая многозубка (Suncus etruscus) и крошечная бурозубка (Sorex minutissimus), у которых длина тела лежит в пределах 30—50 мм, а масса колеблется от 1,2 до 3,3 г. Голова у землероек довольно крупная, с удлинённым лицевым отделом. Нос вытянут в подвижный хоботок. Глаза очень маленькие. Конечности короткие, 5-палые. Мех короткий, густой, бархатистый. Хвост от очень короткого до очень длинного, превышающего по длине туловище.
Череп узкий, длинный, заострённый в носовом отделе. Мозговой отдел расширен, это уникальная особенность среди млекопитающих. Мозг составляет 1/10 массы тела, что превосходит данные для человека и дельфина. Скуловые дуги отсутствуют (редкое явление среди млекопитающих). Зубов — 26—32. Передние резцы, особенно нижние, сильно увеличены. Смена молочных зубов на постоянные происходит ещё в процессе эмбрионального развития, и детёныши рождаются с полным набором зубов.
Половое и анальное отверстия окружены кожным валиком. На боках тела и у корня хвоста обычно имеются особые кожные железы, продуцирующие секрет с острым запахом. У самок от 6 до 10 сосков. Семенники у самцов расположены внутри тела. Копулятивный орган у взрослых самцов очень большой — до 2/3 длины туловища.

## Образ жизни и питание
Землеройки распространены практически по всему земному шару, за исключением полярных областей, Австралии, Новой Гвинеи, Новой Зеландии и Южной Америки южнее Эквадора, Колумбии и Венесуэлы. Населяют самые разные ландшафты — от равнинных и горных тундр до тропических лесов и пустынь. В горах поднимаются до 3000-4000 м над уровнем моря. Большинство видов предпочитает селиться во влажных местах; некоторые ведут полуводный образ жизни. Держатся поодиночке. Роют норы или занимают норы других животных (кротов, мышевидных грызунов); селятся также в пустотах пней и упавших древесных стволов, под валежником, реже — в постройках человека. Гнездо выстилают сухими листьями и травой. У каждой землеройки есть свой охотничий участок, размером в несколько десятков квадратных метров.
Землеройки всеядны, но поедают в основном насекомых, их личинок и дождевых червей. Могут нападать на мелких позвоночных: лягушек, ящериц, детёнышей мелких грызунов. Корм разыскивают при помощи нюха и осязания; некоторые виды, предположительно, способны к эхолокации. У землероек очень высока интенсивность обмена веществ. Ежесуточно им необходимо потреблять количество пищи, превышающее их собственную массу в 1,5—2 раза и более. Поэтому землеройки кормятся почти непрерывно, а перерывы на сон у них очень кратковременные, кроме того, у некоторых видов, например, обыкновенной куторы, были отмечены случаи каннибализма. Чем меньше землеройка, тем больше бывает периодов сна и кормежки в течение суток; так, у крошечной бурозубки (Sorex minutissimus) сутки разделены на 78 интервалов. Оставленная без пищи землеройка быстро погибает: мелкие виды — всего за 7—9 часов (малая бурозубка за 5,5 часов). В спячку землеройки не впадают, но при недостатке пищи может наступать кратковременное оцепенение с понижением температуры тела.
Короткохвостая бурозубка (Blarina brevicauda), живущая в США и Канаде, и обыкновенная кутора, известная также как водяная кутора, или водоплавка (Neomys fodiens), живущая по берегам водоемов в России — относятся к крайне немногочисленным ядовитым млекопитающим наряду с утконосом и щелезубами.

## Размножение
Размножаются землеройки 1—2, реже 3 раза в год. Беременность длится 13—28 дней. В помёте бывает 4—14 детёнышей. Они родятся голыми, слепыми, с неразвитым хоботком (курносые), но развиваются очень быстро и уже в 4-недельном возрасте становятся самостоятельными. У белозубок мать с потомством перемещаются цепочкой или «караваном», держась зубами за хвосты друг друга. У молодых землероек обнаружена удивительная способность, получившая название «явления Денеля». Осенью у них наблюдается уменьшение размеров тела и уплощения черепной коробки. Затем с апреля по июнь происходит увеличение объёма черепа, увеличение массы и объёма головного мозга.
Максимальная продолжительность жизни землероек — 18 месяцев.

## Значение
Землеройки приносят существенную пользу, истребляя почвенных насекомых и их личинок — вредителей сельского и лесного хозяйства. Они уничтожают огромное количество насекомых круглый год и в местах, труднодоступных для многих других насекомоядных млекопитающих и птиц: под снегом, под валежником, камнями, в толще листовой подстилки, в глубине нор и т. д.
Лисицы, домашние кошки и собаки иногда убивают землероек, приняв их за мелких грызунов, но не осмеливаются употреблять их в пищу из-за сильного запаха. Однако совы и дневные хищные птицы, а также мелкие хищники вроде ласок или хорьков питаются землеройками безо всякого отвращения.
В СССР землероек иногда держали в качестве домашних животных и в некоторых зооуголках.

## Систематика
Выделяется около 476 видов землероек, относящихся к 29 родам, объединяемым в 3 подсемейства: белозубок, бурозубок и мышиных белозубок. По количеству видов семейство землероек занимает четвёртое место среди млекопитающих — после мышиных, хомяковых и гладконосых летучих мышей.
Подсемейство белозубки — Crocidurinae. Зубы у них полностью белые. Водятся в основном в Африке, южной Европе и Азии. Род белозубки — самый многочисленный среди родов млекопитающих. 10 родов.
Подсемейство бурозубки — Soricinae. У этих землероек кончики зубов окрашены в бурый цвет. Водятся они преимущественно в Северной Америке, Европе и северной Азии. 16 родов.
Подсемейство африканских белозубок — Myosoricinae. Обитают в Африке. 3 рода.
В фауне России насчитывается около 25 видов землеройковых, относящихся к 4 родам: белозубки (Crocidura), путораки (Diplomesodon pulchellum), бурозубки (Sorex) и куторы (Neomys).
- Семейство Soricidae — Землеройковые[7]
  - Подсемейство Crocidurinae — Белозубочьи
    - Род Crocidura — Белозубки
    - Род Diplomesodon — Путораки
    - Род Feroculus — Когтистые белозубки Келаарта
    - Род Palawanosorex[8]
    - Род Paracrocidura — Конголезские белозубки
    - Род Ruwenzorisorex
    - Род Scutisorex — Белозубки-броненоски
    - Род Solisorex
    - Род Suncus — Многозубки
    - Род Sylvisorex — Лесные белозубки

  - Подсемейство Myosoricinae — Африканские белозубки
    - Род Congosorex
    - Род Myosorex — Мышевидные белозубки
    - Род Surdisorex — Кенийские землеройки

  - Подсемейство Soricinae — Бурозубочьи
    - Триба Anourosoricini
      - Род Anourosorex

    - Триба Blarinellini
      - Род Blarinella
      - Род Parablarinella

    - Триба Blarinini
      - Род Blarina — Американские короткохвостые бурозубки
      - Род Cryptotis

    - Триба Nectogalini
      - Род Chimarrogale
      - Род Chodsigoa
      - Род Crossogale
      - Род Episoriculus
      - Род Nectogale
      - Род Neomys — Куторы
      - Род Pseudosoriculus
      - Род Soriculus — Азиатские бурозубки

    - Триба Notiosoricini
      - Род Megasorex — Пустынные бурозубки
      - Род Notiosorex

    - Триба Soricini
      - Род Sorex — Бурозубки

## Землеройки в культуре
- «Землеройки-убийцы» — американский фильм ужасов 1959 года.
- Землеройки — народ в книгах и мультсериале «Рэдволл».
- «Белозубка» — рассказ Юрия Иосифовича Коваля из сборника Листобой, 1972 год.